# Rwandas præsident
Rwandas præsident er statsoverhovedet af Republikken Rwanda. Præsidenten vælges hver syvende år ved folkeafstemning.
Den siddende præsident er Paul Kagame, der tiltrådte embedet den 22. april 2000.

## Liste over Rwandas præsidenter
Status
- Fungerende præsident

| Nr.                                          | Portræt                                      | Navn                                         | Valgt i                                      | Valgperiode                                  | Valgperiode                                  | Valgperiode                                  | Etnicitet                                    | Politisk parti                               | Premierministre                              |
| Nr.                                          | Portræt                                      | Navn                                         | Valgt i                                      | Tiltrådte embedet                            | Fratrådte embedet                            | Tid i embedet                                | Etnicitet                                    | Politisk parti                               | Premierministre                              |
| Republikken Rwanda (en del af Ruanda-Urundi) | Republikken Rwanda (en del af Ruanda-Urundi) | Republikken Rwanda (en del af Ruanda-Urundi) | Republikken Rwanda (en del af Ruanda-Urundi) | Republikken Rwanda (en del af Ruanda-Urundi) | Republikken Rwanda (en del af Ruanda-Urundi) | Republikken Rwanda (en del af Ruanda-Urundi) | Republikken Rwanda (en del af Ruanda-Urundi) | Republikken Rwanda (en del af Ruanda-Urundi) | Republikken Rwanda (en del af Ruanda-Urundi) |
| -------------------------------------------- | -------------------------------------------- | -------------------------------------------- | -------------------------------------------- | -------------------------------------------- | -------------------------------------------- | -------------------------------------------- | -------------------------------------------- | -------------------------------------------- | -------------------------------------------- |
| –                                            |                                              | Dominique Mbonyumutwa (1921–1986)            | —                                            | 28. januar 1961                              | 26. oktober 1961                             | 271 dage                                     | Hutu                                         | Parmehutu                                    | Kayibanda                                    |
| 1                                            |                                              | Grégoire Kayibanda (1924–1976)               | 1961                                         | 26. oktober 1961                             | 1. juli 1962                                 | 248 dage                                     | Hutu                                         | Parmehutu                                    | Ham selv                                     |
| Republikken Rwanda (selvstændigt land)       |                                              |                                              |                                              |                                              |                                              |                                              |                                              |                                              |                                              |
| (1)                                          |                                              | Grégoire Kayibanda (1924–1976)               | 1965 1969                                    | 1. juli 1962                                 | 5. juli 1973 (Afsat)                         | 11 år og 4 dage                              | Hutu                                         | Parmehutu                                    | Afskaffet                                    |
| 2                                            |                                              | Juvénal Habyarimana (1937–1994)              | 1978 1983 1988                               | 5. juli 1973                                 | 6. april 1994 (Myrdet)                       | 20 år og 275 dage                            | Hutu                                         | Militæret                                    | Nsanzimana Nsengiyaremye Uwilingiyimana      |
| –                                            |                                              | Théodore Sindikubwabo (1928–1998)            | —                                            | 8. april 1994                                | 19. juli 1994 (Fordrevet)                    | 102 dage                                     | Hutu                                         | MRND                                         | Kambanda                                     |
| 3                                            |                                              | Pasteur Bizimungu (født 1950)                | —                                            | 19. juli 1994                                | 23. marts 2000 (Trådte tilbage)              | 5 år og 248 dage                             | Hutu                                         | FPR                                          | Twagiramungu Rwigema Makuza                  |
| 4                                            |                                              | Paul Kagame (født 1957)                      | 2003 2010 2017                               | 24. marts 2000                               | 22. april 2000                               | 29 dage                                      | Tutsi                                        | FPR                                          | Makuza Habumuremyi Murekezi Ngirente         |
| 4                                            | 22. april 2000                               | Paul Kagame (født 1957)                      | 2003 2010 2017                               | Nuværende                                    | 24 år og 319 dage                            |                                              | Tutsi                                        | FPR                                          | Makuza Habumuremyi Murekezi Ngirente         |